# Dilatris viscosa
Dilatris viscosa är en enhjärtbladig växtart som beskrevs av Carl von Linné d.y.. Dilatris viscosa ingår i släktet Dilatris och familjen Haemodoraceae. Inga underarter finns listade.